# Memecylon strumosum
Memecylon strumosum är en tvåhjärtbladig växtart som beskrevs av Charles Victor Naudin. Memecylon strumosum ingår i släktet Memecylon och familjen Melastomataceae. Inga underarter finns listade i Catalogue of Life.